# Болеслав Пясецки
Болеслав Богдан Пясецки (на полски: Bolesław Bogdan Piasecki) е полски политик от крайната десница, по-късно сътрудничил на комунистическия режим.

## Биография
Болеслав Пясецки е роден на 18 февруари 1915 година в Лодз, по това време част от Руската империя. От ранна възраст се включва в крайнодясната организация Народно-радикален лагер и след нейната забрана през 1934 година е интерниран в лагера Бяроза Картузка. След освобождаването си е сред водачите на нелегалната фашистка организация Народно-радикално движение - Фаланга, застъпваща се за въвеждане на „католически тоталитаризъм“.
След началото на Втората световна война се включва активно в съпротивата, начело на създадената от фалангистите Народна конфедерация, която през 1943 година се влива в Армия Крайова. В края на войната е заловен от съветската политическа полиция, но през 1945 година се връща в Полша и се обявява в подкрепа на формиращия се комунистически режим.
Непосредствено след войната Болеслав Пясецки е сред активистите на проправителственото католическо обществено движение около списание „Джиш и Ютро“. През 1947 година основава казионното католическо „Сдружение ПАКС“ и остава негов ръководител до края на живота си. Особено през първите години от съществуването си то играе важна роля за легитимирането на комунистическия режим, подкрепяйки репресиите срещу представители на църквата. От 1965 година Пясецки е депутат в Сейма, а от 1971 година е член на Държавния съвет.
Болеслав Пясецки умира на 1 януари 1979 година във Варшава.